# Rafael Botí
Rafael Botí Gaitán (Córdoba, 8 de agosto de 1900-Madrid, 4 de enero de 1995) fue un músico y pintor español.

## Biografía
Hijo de Santiago Botí Company, natural de Alcoy (Alicante), músico del Centro Filarmónico de Córdoba y de la Orquesta Sinfónica de Madrid, y de Margarita Gaitán Gavilán, nacida en El Carpio (Córdoba), nació el 8 de agosto de 1900 en la capital cordobesa. Desde 1909 hasta 1916 estudió dibujo con Julio Romero de Torres e Historia del Arte en la Escuela de Artes y Oficios de Córdoba. Estudió música en el Conservatorio de Córdoba. A los 17 años se trasladó a Madrid e ingresa en el conservatorio madrileño para seguir sus estudios musicales. En 1919 ingresó, mediante oposición, en la Orquesta Filarmónica de Madrid como profesor de viola, y en 1930 pasó a la Orquesta Nacional de España.

## Agrupación de Artistas Plásticos
Desde 1918 asiste como discípulo al taller de Daniel Vázquez Díaz, junto a Pablo Zelaya, Miguel Rodríguez Acosta, Jesús Olasagasti, Díaz Caneja, Cristino de Vera, Rafael Canogar o José Caballero. Su primera exposición individual se celebra en Córdoba en 1923, en el Círculo de la Amistad. Entre 1929 y 1931 viajó a París para ampliar estudios de pintura, pensionado por la Diputación de Córdoba. En 1931 fundó, junto a otros artistas como Emiliano Barral, Winthuysen, Planes, Moreno Villa, Castedo, Souto, Climent, Díaz Yepes, Pérez Mateos, Rodríguez Luna, Santa Cruz, Isaías Díaz, Pelegrín, Servando del Pilar o Francisco Mateos, la «Agrupación Gremial de Artistas Plásticos», que lanzó un manifiesto vanguardista el 29 de abril de 1931, pocos días después de la proclamación de la II República. El manifiesto, dirigido a los jóvenes artistas, propugnaba la renovación completa de la vida artística española.

## Guerra Civil
La Guerra Civil interrumpió la obra de Rafael Botí. Durante los primeros días del conflicto, su casa de Madrid es destruida en un bombardeo. El pintor se desplaza con su familia a Manzanares (Ciudad Real, donde ejerce durante los tres años de contienda como profesor de Dibujo y bibliotecario en el Instituto de Segunda Enseñanza. Terminada la Guerra, regresa a Madrid, aunque su actividad creativa no se reinicia hasta 1947.
Con motivo del 20º aniversario del fallecimiento de Rafael Botí, la sala Prado 19 del Ateneo de Madrid acogió una exposición de sus obras más significativas.

## Reconocimientos
En 1979 el Ayuntamiento de Córdoba le nombró Hijo Predilecto de la Ciudad y le concedió la Medalla de Oro de Córdoba, y la Real Academia de Córdoba le nombró académico correspondiente. En 1980 el Ministerio de Cultura le concedió la Medalla de Plata al Mérito en las Bellas Artes. Tras su muerte, en 1998, la Diputación de Córdoba constituyó la Fundación Provincial Artes Plásticas Rafael Botí y el Centro de Arte Rafael Botí (2015).
Poseen obras suyas los Museos de Bellas Artes de Córdoba, Sevilla y Bilbao, el Museo de Jaén, el Museo Nacional Centro de Arte Reina Sofía, la Real Academia de Córdoba, la Alcaldía y la Diputación de Córdoba, y el Museo de Arte Contemporáneo de Madrid.